# Радой Сираков
Радой Ичов Сираков е български офицер (генерал-майор), началник на 9-а пехотна плевенска дивизия.

## Биография
Радой Сираков е роден на 6 юли 1861 г. в Угърчин, Ловешко в семейството на Ичо Ботев Сираков.
През 1882 г. завършва Военното на Негово Княжеско Височество училище и на 30 август е произведен в чин подпоручик. Служи във Варненска № 20 пеша дружина, 8-и пехотен приморски полк, 13-и пехотен рилски полк и като началник-щаб на 2-ра пехотна тракийска дивизия. През 1906 г. е произведен в чин генерал-майор.

### Балкански войни (1912 – 1913)
През Балканската война (1912 – 1913) е началник на 9-а пехотна плевенска дивизия. Тя се сражава при Одрин, като част от Втора българска армия (командващ генерал-лейтенант Никола Иванов), и в Чаталджанската операция, като част от Трета българска армия (командващ генерал-лейтенант Радко Димитриев).
Във войната със съюзниците, генерал Сираков е начело на Самоковския отряд и води лявото крило на българските войски в Кресненското сражение. По-късно е началник на главното интендантство. Уволнен е от служба на 7 април 1915 година.
Генерал-майор Радой Сираков умира на 14 декември 1924 година.

## Военни звания
- Подпоручик (30 август 1882)
- Поручик (30 август 1883)
- Капитан (1887)
- Майор (1892)
- Подполковник (1896)
- Полковник (15 ноември 1900)
- Генерал-майор (1906)

## Награди
- Военен орден „За храброст“ III степен
- Княжески орден „Св. Александър“ V степен
- Народен орден „За военна заслуга“ IV степен
- Орден „Стара планина“ I степен с мечове (20 декември 2012, посмъртно)[4]